# Adolpho Milman
Adolpho Milman (26 juli 1915 –  Rio de Janeiro, 11 augustus 1980) was een Braziliaanse voetballer van Russische afkomst, beter bekend als Russo.

## Biografie
Russo werd geboren in Argentinië en is van etnisch Russische afkomst. Toen hij nog een baby was verhuisden zijn ouders naar Brazilië, naar de stad Pelotas. Hij begon te voetballen bij de jeugd van EC Pelotas en maakte in 1933 de overstap naar Fluminense. Hij speelde er 249 wedstrijden tot 1944 en scoorde 154 keer en won verscheidene keren het Campeonato Carioca met de club.
Russo speelde één wedstrijd voor het nationale elftal op 21 januari 1942 op het Zuid-Amerikaans kampioenschap tegen Peru.